# Věra Bednářová
Věra Bednářová-Věrná (15. července 1909 Litomyšl – 20. září 2006 Brno) byla česká historička, středoškolská profesorka, knihovnice, aktivistka studentského, pacifistického, ženského a sociálního hnutí.

## Život

### Mládí a studia
Narodila se v rodině středoškolského profesora Tobiáše Bednáře a jeho manželky Anny. rozené Šmahové.
Po maturitě na gymnáziu studovala obor historie-dějiny starověku na Filosofické fakultě Masarykovy university. V roce 1936 získala titul PhDr.

### Kariéra
Po ukončení studií vyučovala jako pomocná učitelka na brněnských středních školách. V roce 1938 jí byl ministerstvem školství udělen dekret státní profesorky na středních školách. Poté vyučovala na 3. reálném gymnáziu v Brně.
Po druhé světové válce se k učení nevrátila. V letech 1945–1964 pracovala v Univerzitní knihovna v Brně (dnes Moravská zemská knihovna).

### Osobní život
Dne 5. října 1940 se v Brně provdala za právníka JUDr. Arnošta Věrného (1905-1966). Manželům se v roce 1941 narodila dcera Alena.
Zemřela v roce 2006 a je pohřběna na Ústředním hřbitově města Brna, Vídeňská 96, skup. 16, hrob č. 174. Její pozůstalost je uložena v Archivu města Brna, fond obsahuje strojopisy publikační činnosti k ženskému a mírovému hnutí v Brně.

## Působení ve spolcích a organizacéch
- Obrodné hnutí československého studentstva,
- Etické hnutí (od roku 1928),
- Protialkoholní a protivenerická rada,
- Mezinárodní liga žen pro mír a svobody (v letech 1936–1950 byla předsedkyní ligy),
- Rada československých žen, kde působila jako vedoucí Moravskoslezského ústředí, zde spolupracovala s Miladou Horákovou,
- Zemská osvětová rada
- Do roku 1970 spolupracovala s Kroužkem pro vlastivědu Adamovských strojíren, který vydával časopis Vlastivědné zprávy z Adamova a okolí.

V těchto hnutích spolupracovala s osobnostmi jako byly Františka Plamínková, Jindřiška Wurmová nebo Milada Horáková.